# 也门地理
也门共和国位于亚洲西部阿拉伯半岛西南端，位處於红海与印度洋之间的交通要冲，战略地位重要。北接沙特阿拉伯，东部与阿曼接壤，面积约55万平方公里。也门内陆地区多山地高原，西部的納比沙伊卜山海拔3660米，是全国也是整个阿拉伯半岛的最高点，东部主要有迈赫拉特山，东北部是沙漠和半沙漠地区，沿海地区有狭窄的平原，除山地外多属热带草原、沙漠气候。